# 岐阜県道457号名張上切線
岐阜県道457号名張上切線（ぎふけんどう457ごう なばりかみぎりせん）は、かつて岐阜県高山市内を通っていた一般県道である。

## 概要
岐阜県高山市と高山市国府町を結ぶ主要３路線（本線・国道41号・岐阜県道471号谷高山線）の１つであった。
高山国府バイパス周辺の道路網再整備により、2016年（平成28年）8月1日を以て市道に移管された。
移管後も市道4625名張上切線として路線名が引き継がれている。

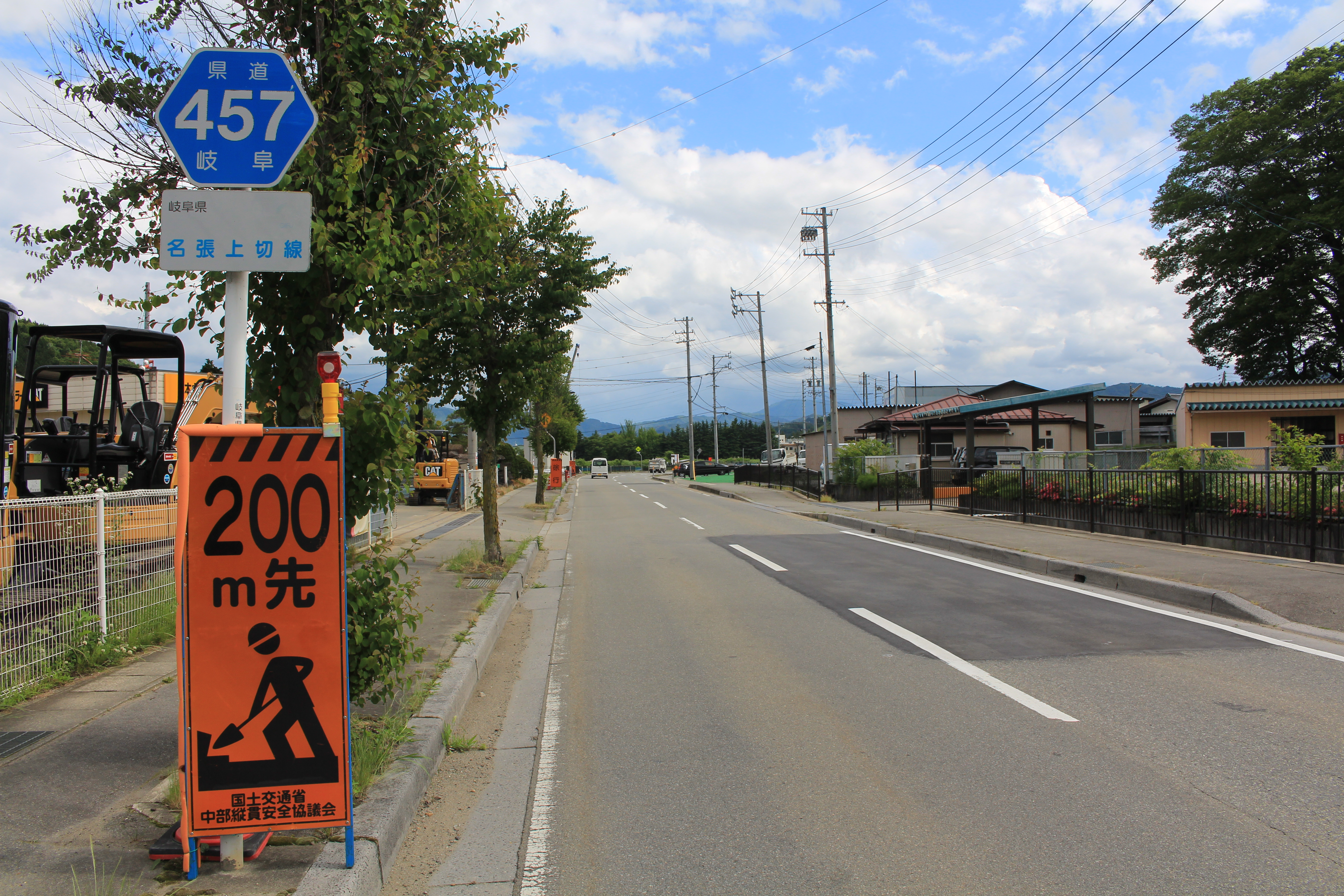
岐阜県道457号名張上切線、高山市中切町にて

### 路線データ
廃止時点での路線データは以下の通り。
- 起点：岐阜県高山市国府町名張（岐阜県道471号谷高山線・岐阜県道482号新田飛騨国府停車場線交点 ＝城下橋西詰）
- 終点：岐阜県高山市上切町（岐阜県道471号谷高山線交点 ＝久美愛厚生病院入口交差点）

## 沿革
- 1977年（昭和52年）2月27日：認定[3]
- 2016年（平成28年）8月1日：県道廃止[1]。市道に移管[2]。

## 地理

### 通過していた自治体
- 岐阜県
  - 高山市

### 接続していた道路
- 岐阜県道471号谷高山線（岐阜県道482号新田飛騨国府停車場線重複）＝高山市国府町名張
- 岐阜県道471号谷高山線 ＝高山市中切町

### 周辺
- 宮川
- アピタ飛騨高山店
- JR高山本線 上枝駅
- 高山市立三枝小学校
- 中部縦貫自動車道（高山清見道路） 高山インターチェンジ